# Сумівська сільська рада
| Сумівська сільська рада — колишній орган місцевого самоврядування у Бершадському районі Вінницької області з адміністративним центром у с. Сумівка. Сільраді були підпорядковані населені пункти: - с. Сумівка |

## Склад ради
Рада складається з 16 депутатів та голови.

## Керівний склад сільської ради
| ПІБ                                  | Основні відомості                                                 | Дата обрання | Дата звільнення |
| ------------------------------------ | ----------------------------------------------------------------- | ------------ | --------------- |
| Лободовський Олександр Володимирович | Сільський голова, 1968 року народження, освіта, безпартійний      | 26.03.2006   | 31.10.2010      |
| Лободовський Олександр Володимирович | Сільський голова, 1967 року народження, освіта вища, безпартійний | 31.10.2010   |                 |

Примітка: таблиця складена за даними джерела